# Вумуэлл, Дик
Ри́чард Ву́муэлл (англ. Richard Wombwell; июль 1877 — июль 1943), более известный как Дик Ву́муэлл (англ. Dick Wombwell) — английский футболист. Выступал на позиции нападающего.

## Футбольная карьера
Родился в Ноттингеме. Выступал за «Илкстон Таун». В 1899 году перешёл в «Дерби Каунти», в котором провёл 3 сезона, сыграв 85 матчей и забив 17 голов в лиге. В 1902 году стал игроком «Бристоль Сити». Провёл в команде два сезона, сыграв 92 матча и забив 19 голов в рамках лиги. В марте 1905 года стал игроком «Манчестер Юнайтед». Его дебют в основном составе «Манчестер Юнайтед» состоялся 18 марта 1905 года в матче против «Гримсби Таун». Изначально выступал на позиции левого крайнего нападающего, но затем чаще стал играть в роли центрфорварда. В сезоне 1905/06 помог команде занять 2-е место во Втором дивизионе и выйти в Первый дивизион. Всего за клуб провёл 51 матч и забил 3 гола.
В январе 1907 года перешёл в шотландский клуб «Харт оф Мидлотиан». В следующем году вернулся в Англию, где стал игроком «Брайтон энд Хоув Альбион». В дальнейшем играл за «Блэкберн Роверс» и «Илкстон Юнайтед».